# Simona Popescu
Simona Popescu (Codlea, 10 marzo 1965) è una poetessa e saggista rumena, esponente di spicco del Postmodernismo.

## Biografia
Scoperta dal poeta Alexandru Muşina quando ancora frequentava il liceo a Brașov, ha partecipato alla fondazione del circolo letterario  Cenaclul de Luni accanto a Nicolae Manolescu.
Nel 1987 si è laureata in lettere dell'Università di Bucarest, dove è attualmente lettore presso la stessa facoltà.
Durante il periodo universitario ha fatto parte del Cenaclul Universitas, guidato da Mircea Martin, mentre all'inizio dell'attività letteraria è stata membro del cosiddetto  Gruppo di Braşov, accanto ad altri importanti letterati quali Andrei Bodiu, Caius Dobrescu e Marius Oprea.
Ha scritto Salvarea speciei, un saggio sulla vita e l'opera del poeta iperrealista Gellu Naum; di due opere di questo poeta, Calea Şearpelui e Despre identic şi felurit, ha curato l'edizione e scritto la prefazione, rispettivamente nel 2003 e nel 2004.

## Opere

### Poesia
- Xilofonul şi alte poeme, 1990
- Pauza de respiraţie, (con Marius Oprea, Caius Dobrescu e Andrei Bodiu)
- Juventus şi alte poeme, 1994
- Noapte sau zi, 1998
- Lucrări în verde sau Pledoaria mea pentru poezie, 2006

### Romanzi
- Exuvii, 1997

### Saggi
- Volubilis, 1998
- Salvarea speciei, 2002

| Controllo di autorità | VIAF (EN) 90909673 · ISNI (EN) 0000 0001 1076 1776 · LCCN (EN) nr96001027 · GND (DE) 138641099 · BNF (FR) cb150006204 (data) |